# Blokfluit
Een blokfluit is een blaasinstrument gemaakt van hout of kunststof met een labium. De blokfluit is voorzien van een mondstuk om het aanblazen te vergemakkelijken, en behoort daarmee tot de 'bekfluiten' (met de mond bespeelde fluiten). Het mondstuk heeft een cilindrische boring waarin het blok (vandaar de naam blok-fluit) van een zachtere houtsoort is aangebracht. Het blok laat een smalle spleet vrij waardoor de lucht op het labium gericht wordt. Het zachtere hout van het blok is gevoelig voor ademvocht wat op den duur de bespeelbaarheid beïnvloedt.

## Geschiedenis
Fluiten in het algemeen behoren tot de oudste muziekinstrumenten en werden al in de prehistorie aangetroffen. Veel culturen kennen hun eigen varianten zoals de dvojnice uit Dalmatië, een dubbelfluit. Er zijn principieel twee manieren van aanblazen: recht via een mondstuk bij de bekfluiten, en dwars zonder mondstuk bij de dwarsfluiten, waartoe bijvoorbeeld ook de panfluit behoort. Beide versies hadden waarschijnlijk oorspronkelijk een vingerzetting gebaseerd op zes vingergaten, zoals dat vandaag de dag bij de Ierse tinwhistle nog steeds het geval is. Ook de traverso, zoals deze vóór de uitvinding van de moderne dwarsfluit door Theobald Böhm gebouwd werd, was op dit ontwerp gebaseerd.
De echte blokfluit onderscheidt zich van het ontwerp met zes gaten doordat ze een duimgat voor de linkerduim bezit en veelal een achtste gat voor de rechterpink. Dit ontwerp is duidelijk een stuk jonger. De voorlopers van de moderne blokfluit stammen mogelijk uit de 14e eeuw. Zij worden echter pas echt, en dan ook uitzonderlijk, populair vanaf 1500. Dit hing samen met de opkomst van de gegoede burgerij en de verspreiding van muziek in gedrukte vorm.
In 1511 en 1535 verschenen de eerste boeken over de blokfluit, respectievelijk geschreven door Sebastian Virdung en Silvestro Ganassi.
De populariteit van het instrument bleef voortduren tot aan de 19e eeuw. In het grote orkest van die dagen, met muziek die sterk moduleerde naar moeilijk te spelen toonsoorten, was geen plaats meer voor de blokfluit.

## Blokfluitfamilie

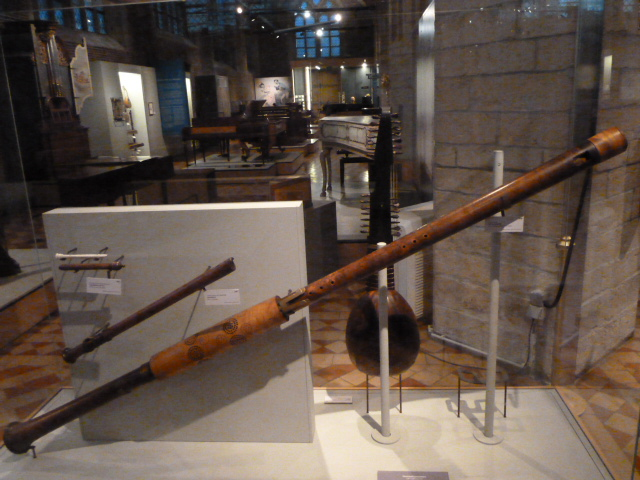
Contrabasblokfluit

Blokfluiten zijn er in zeer veel verschillende soorten en maten. De lengte kan van 10 tot zo'n 320 centimeter uiteenlopen. Veel van deze blokfluiten kunnen door overblazen boventonen voortbrengen en daarmee hun bereik uitbreiden.
| benaming                              | grondtoon | lengte (cm) |
| ------------------------------------- | --------- | ----------- |
| Kleine sopranino/Garklein             | C/do      | 17          |
| Sopraninoblokfluit                    | F/fa      | 24          |
| Sopraanblokfluit                      | C/do      | 32          |
| Altblokfluit                          | F/fa      | 48          |
| Tenorblokfluit                        | C/do      | 62          |
| Basblokfluit                          | F/fa      | 93          |
| Grootbasblokfluit                     | C/do      | 120         |
| Contrabasblokfluit of Subbasblokfluit | F/fa      | 200         |

## Materiaal

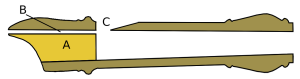
Schematische dwarsdoorsnede van het mondstuk van een blokfuit, met blok (A), instroomopening (B) en labium (C).

De meeste blokfluiten worden van hout gemaakt. De gebruikte houtsoorten zijn Europese houtsoorten (perenhout, pruimen, kersen, esdoorn, olijf, noten, palmhout) of harde tropische houtsoorten (palissander (=rosewood), cocobolo, ebben, coromandel, grenadille, bubinga, West-Indisch palmhout). De prijs van een instrument hangt onder andere af van de gebruikte houtsoort.
Er worden ook blokfluiten gemaakt van kunststof, wat een aantal voordelen heeft ten aanzien van zuiverheid en ongevoeligheid voor vocht. Kunststof blokfluiten zijn vrijwel onderhoudsvrij en worden in kwaliteit alleen overtroffen door veel duurdere houten fluiten. Omdat kunststof blokfluiten relatief goedkoop zijn, worden ze veel gebruikt voor lessen op muziekscholen, waar leerlingen net beginnen en nog niet weten of ze met spelen doorgaan. Kunststof fluiten kennen ook niet het probleem van houten fluiten die gemakkelijk bij het blok kapotgaan, maar het mondstuk raakt daarentegen gemakkelijk verstopt door ademvocht. Daarom voorzien sommige spelers hun kunststof fluit van een houten blok.
Als curiositeit worden wel blokfluiten van andere materialen dan hout en kunststof gemaakt, zoals van glas.

### Onderhoud
Een blokfluit moet na het bespelen met een zogenaamde blokfluitwisser droog gemaakt worden. Ook de kernspleet moet soms -voorzichtig- worden schoongemaakt. Een houten blokfluit dient regelmatig geolied te worden en ook moeten de tappen met enige regelmaat met vet ingesmeerd worden.

## Bespeling
Een blokfluit zonder dubbele boring heeft acht gaten; zeven aan de bovenkant en een aan de onderkant. Aan de onderkant bevindt zich het duimgat dat helemaal of half geopend kan worden om hogere noten te produceren. De onderste twee gaten aan de bovenkant zijn vaak dubbel uitgevoerd (dubbele boring) om het gedeeltelijk afsluiten van een toongat te vereenvoudigen en daarmee het spelen van laddervreemde tonen.
Een blokfluit heeft Duitse boring ('gewone' vingerzetting) of barokboring ('barokvingerzetting'). Bij de Duitse boring is het 4e vingergat van boven (duimgat niet meegeteld) groter dan het 5e. Bij barokboring is het 4e vingergat kleiner dan het 5e. Een f/fa op een 'standaard' blokfluit (sopraan) is met Duitse boring: duim + 1,2,3 en 4 en met een barokboring: duim + 1,2,3,4 met 6,7. Sommigen bevelen de gewone vingerzetting aan om muziek aan te leren en om blokfluit te leren spelen. De gevorderde speler verkiest veelal een blokfluit met barokboring.
Op de blokfluit wordt voornamelijk barokmuziek gespeeld, maar er is ook veel oudere muziek en veel moderne muziek voor dit instrument geschreven. Een blokfluit komt niet in een symfonieorkest voor, maar wel vaak in een barokorkest. Verder wordt dit instrument vaak solo gebruikt of met piano- of klavecimbelbegeleiding. Ook bestaan er talloze blokfluittrio's en -kwartetten, waarvan het Amsterdam Loeki Stardust Quartet een voorbeeld is.

## Werken voor blokfluit
Voorbeelden van stukken voor blokfluit:
- Der Fluyten Lust-hof (1644-49) van Jacob van Eyck
- Sonates van Händel, Vivaldi, Marcello
- Suite voor blokfluit van Telemann
- Vierde Brandenburgse concert van Johann Sebastian Bach

In de op de barok volgende vroegklassieke en klassieke periode werd er nauwelijks meer voor blokfluit gecomponeerd, evenmin als gedurende de romantische periode. Andere, luidere, instrumenten namen haar plaats in. De moderne periode luidde een heropleving van de blokfluitmuziek in, waarbij nieuwe blokfluitwerken werden gecomponeerd. Ook de herleving van de belangstelling voor Oude Muziek heeft aan de heropleving van de blokfluit als volwaardig instrument bijgedragen.

## Historische blokfluitbouwers
Hieronder volgt een lijst van bekende blokfluitbouwers uit de 16e tot 18e eeuw.
- Claude Rafi (ca. 1550)
- Hieronymus F. Kynseker (1636-1686)
- Richard Haka (ca. 1646-1705)
- Pierre Jaillard Bressan (1663-1730)
- Johann Christoph Denner (1655-1707), Nürnberg
- Thomas Stanesby sr. (1668-1734)
- Joannes Hyacinth Rottenburgh (1672-1756), Brussel
- Jan Steenbergen (1675-1728)
- Engelbert Terton (1676-1752)
- Jacob Denner (1681-1735), Nürnberg
- Johann Heinrich Eichentopff (1687-1769)
- Thomas Stanesby jr. (1692-1754)
- familie Hotteterre (ca. 1700)
- Johann Maria Anciuti (ca. 1720)
- Debey (18e eeuw)